# توني ديسانتس
توني ديسانتس (بالإنجليزية: Tony DeSantis)‏ هو شخصية أعمال أمريكي، ولد في 5 يناير 1914 في غاري في الولايات المتحدة، وتوفي في 6 يونيو 2007 في أوك بروك في الولايات المتحدة.